# آرثر باركر
آرثر باركر (بالإنجليزية: Arthur Barker) هو مجرم أمريكي، ولد في 4 يونيو 1899 في أورورا في الولايات المتحدة، وتوفي في 13 يناير 1939 في جزيرة ألكتراز في الولايات المتحدة.

## وصلات خارجية
- آرثر باركر على موقع الموسوعة البريطانية (الإنجليزية)
- آرثر باركر على موقع إن إن دي بي (الإنجليزية)